# Falciano
Falciano – miejscowość w zamku Serravalle w San Marino.